# 사이보그 하드웨어
《사이보그 하드웨어》(영어: Hardware)는 영국과 미국에서 제작된 1990년 SF 공포 영화이다. 리처드 스탠리의 장편 영화 연출 데뷔작이다. 딜런 맥더멋 등이 출연하였고, 조앤 셀러 등이 제작에 참여하였다.
"저지 드레드 1981년호"(1980)에 실린 단편 만화 "SHOK!"을 표절한 것으로 인정돼 후에 작가들이 크레디트에 추가되었다.

## 줄거리
방사능으로 오염된 황무지에서 로봇 마크 13이 발견된다. 전직 군인 모는 로봇 이름의 유래로 보이는 성경 구절을 근거로 이 로봇이 인구 과밀 문제를 해결하려고 정부가 집단 학살용으로 개발한 개체가 아닌가 의심한다.

## 출연진
- 딜런 맥더멋
- 스테이시 트래비스
- 존 린치
- 이기 팝
- 윌리엄 훗킨스
- 레미
- 맥 맥도널드

## 기타 제작진
- 미술: 조지프 베넷